# Guglielmina Ernestina di Danimarca
Guglielmina Ernestina di Danimarca (Copenaghen, 21 giugno 1650 – Prettin, 22 aprile 1706) nata principessa del regno di Danimarca e di Norvegia, divenne elettrice del Palatinato per matrimonio.

## Biografia
Era figlia di Federico III di Danimarca, re di Danimarca e Norvegia e di Sofia Amelia di Brunswick e Lüneburg.
Venne data in moglie all'elettore palatino Carlo II del Palatinato, che sposò a Heidelberg il 20 settembre 1671.
Dal matrimonio però non nacquero figli e ciò comportò controversie tra i pretendenti alla successione.
Morì nel castello di Lichtenberg, vicino Prettin.

## Albero genealogico
|                                      |                                            |                                        | Genitori                           |  |  | Nonni |  |  | Bisnonni                 |  |  | Trisnonni                  |  |
|                                      |                                            |                                        |                                    |  |  |       |  |  | Federico II di Danimarca |  |  | Cristiano III di Danimarca |  |
|                                      |                                            |                                        |                                    |  |  |       |  |  | Federico II di Danimarca |  |  | Cristiano III di Danimarca |  |
|                                      |                                            | Dorotea di Sassonia-Lauenburg          |                                    |  |  |       |  |  | Federico II di Danimarca |  |  |                            |  |
| Cristiano IV di Danimarca            |                                            |                                        |                                    |  |  |       |  |  | Federico II di Danimarca |  |  |                            |  |
|                                      |                                            | Sofia di Meclemburgo-Güstrow           | Ulrico III di Meclemburgo-Güstrow  |  |  |       |  |  |                          |  |  |                            |  |
|                                      |                                            | Sofia di Meclemburgo-Güstrow           | Ulrico III di Meclemburgo-Güstrow  |  |  |       |  |  |                          |  |  |                            |  |
|                                      |                                            | Sofia di Meclemburgo-Güstrow           | Elisabetta di Danimarca            |  |  |       |  |  |                          |  |  |                            |  |
| Federico III di Danimarca            |                                            | Sofia di Meclemburgo-Güstrow           |                                    |  |  |       |  |  |                          |  |  |                            |  |
|                                      |                                            | Gioacchino III Federico di Brandeburgo | Giovanni Giorgio di Brandeburgo    |  |  |       |  |  |                          |  |  |                            |  |
|                                      |                                            | Gioacchino III Federico di Brandeburgo | Giovanni Giorgio di Brandeburgo    |  |  |       |  |  |                          |  |  |                            |  |
|                                      |                                            | Gioacchino III Federico di Brandeburgo | Sofia di Liegnitz                  |  |  |       |  |  |                          |  |  |                            |  |
| Anna Caterina del Brandeburgo        |                                            | Gioacchino III Federico di Brandeburgo |                                    |  |  |       |  |  |                          |  |  |                            |  |
|                                      |                                            | Caterina di Brandeburgo-Küstrin        | Giovanni di Brandeburgo-Küstrin    |  |  |       |  |  |                          |  |  |                            |  |
|                                      |                                            | Caterina di Brandeburgo-Küstrin        | Giovanni di Brandeburgo-Küstrin    |  |  |       |  |  |                          |  |  |                            |  |
|                                      |                                            | Caterina di Brandeburgo-Küstrin        | Caterina di Brunswick-Wolfenbüttel |  |  |       |  |  |                          |  |  |                            |  |
| Guglielmina Ernestina di Danimarca   |                                            | Caterina di Brandeburgo-Küstrin        |                                    |  |  |       |  |  |                          |  |  |                            |  |
|                                      | Guglielmo il Giovane di Brunswick-Lüneburg | Ernesto I di Brunswick-Lüneburg        |                                    |  |  |       |  |  |                          |  |  |                            |  |
|                                      | Guglielmo il Giovane di Brunswick-Lüneburg | Ernesto I di Brunswick-Lüneburg        |                                    |  |  |       |  |  |                          |  |  |                            |  |
|                                      | Guglielmo il Giovane di Brunswick-Lüneburg | Sofia di Meclemburgo-Schwerin          |                                    |  |  |       |  |  |                          |  |  |                            |  |
| Giorgio di Brunswick-Lüneburg        | Guglielmo il Giovane di Brunswick-Lüneburg |                                        |                                    |  |  |       |  |  |                          |  |  |                            |  |
|                                      |                                            | Dorothea di Danimarca                  | Cristiano III di Danimarca         |  |  |       |  |  |                          |  |  |                            |  |
|                                      |                                            | Dorothea di Danimarca                  | Cristiano III di Danimarca         |  |  |       |  |  |                          |  |  |                            |  |
|                                      |                                            | Dorothea di Danimarca                  | Dorotea di Sassonia-Lauenburg      |  |  |       |  |  |                          |  |  |                            |  |
| Sofia Amelia di Brunswick e Lüneburg |                                            | Dorothea di Danimarca                  |                                    |  |  |       |  |  |                          |  |  |                            |  |
|                                      |                                            | Luigi V d'Assia-Darmstadt              | Giorgio I d'Assia-Darmstadt        |  |  |       |  |  |                          |  |  |                            |  |
|                                      |                                            | Luigi V d'Assia-Darmstadt              | Giorgio I d'Assia-Darmstadt        |  |  |       |  |  |                          |  |  |                            |  |
|                                      |                                            | Luigi V d'Assia-Darmstadt              | Maddalena di Lippe                 |  |  |       |  |  |                          |  |  |                            |  |
| Anna Eleonora di Assia-Darmstadt     |                                            | Luigi V d'Assia-Darmstadt              |                                    |  |  |       |  |  |                          |  |  |                            |  |
|                                      |                                            | Maddalena di Brandeburgo               | Giovanni Giorgio di Brandeburgo    |  |  |       |  |  |                          |  |  |                            |  |
|                                      |                                            | Maddalena di Brandeburgo               | Giovanni Giorgio di Brandeburgo    |  |  |       |  |  |                          |  |  |                            |  |
|                                      |                                            | Maddalena di Brandeburgo               | Elisabetta di Anhalt-Zerbst        |  |  |       |  |  |                          |  |  |                            |  |
|                                      |                                            | Maddalena di Brandeburgo               |                                    |  |  |       |  |  |                          |  |  |                            |  |